# Lingua russonorsk
Il russonorsk o russenorsk (norvegese per "russonorvegese") era una lingua pidgin (in russo руссено́рск o руссоно́рск) che combinava elementi del russo e del norvegese, creata dai commercianti e dai balenieri della Norvegia settentrionale e della Penisola di Kola. Un altro nome della lingua era moja på tvoja (dalle parole russe моя "mia", по "nella" твоя "tua", che significava all'incirca io per te, cioè "Posso parlare la tua lingua").
Come accade normalmente nello sviluppo di lingue pidgin, l'interazione di marinai, pescatori e commercianti i quali non parlano una sola lingua portò al bisogno della creazione di alcune forme minime di comunicazione. Come tutti i pidgin il russonorsk non era un sistema di comunicazione completo. Aveva una grammatica rudimentale e un vocabolario ristretto composto soprattutto di parole essenziali alla pesca artica e al commercio ittico (pesce, meteo, ecc.) e non possedeva quindi termini relativi ad argomenti che non fossero correlati (musica, politica, ecc.).

## Storia
La storia del russonorsk è limitata soprattutto al XVIII e al XIX secolo. La rivoluzione russa portò alla fine dell'uso di questo pidgin; si riporta che l'ultimo contatto commerciale russo-norvegese avvenne nel 1923, segnando l'ultimo utilizzo del russenorsk.

## Classificazione
Alcuni studiosi non classificano il russonorsk come un pidgin. Ad esempio, Frederik Kortlandt (professore di linguistica all'Università di Leiden) afferma che il russonorsk non fosse altro che una variante del norvegese con vari prestiti russi .

## Esempi
Il russonorsk era composto da parole norvegesi e russe (circa il 50% erano di origine norvegese, mentre quasi il 40% erano di origine russa), oltre ai prestiti stranieri che le due lingue già di per sé avevano. I norvegesi credevano di parlare russo, mentre i russi credevano di parlare norvegese. I mercanti norvegesi cominciarono quindi a mandare i propri figli ad Arcangelo a studiare il russo, sottraendo un buon numero di locutori al russonorsk.
La lingua aveva regole molto semplici. L'unica preposizione era «på», e veniva utilizzata per molte funzioni, essendo casualmente già una preposizione sia in russo, sia in norvegese. La desinenza «-om» formava i verbi, ad esempio kopom (comprare, da kjøpe, norvegese e kupit in russo), drikkom (bere, da drikke) e slipom (dormire). Come nel russo non esisteva una forma presente per il verbo 'essere'.
- «Moja grot krank på guano» = Jeg har vondt i hodet.
- «Kupi vina, jebi mina» = Kjøp vin, kjøp mer.
- «Moja på tvoja» = Io e tu.
- «Kak sprek? Moje niet forsto» = Cosa dici? Non capisco.
- «Å råbbåte» = Lavorare
- «Klæba» = Pane